# احمدآباد سفلی (سرآب)
احمدآباد سفلی یکی از روستاهای استان آذربایجان شرقی است که در دهستان ابرغان بخش مرکزی شهرستان سرآب واقع شده‌است، اين روستاى تاريخى داراى قنات پر آپ از دامنه شمالى سلسله جبال بزقوش ميباشد، همچنين احمدآباد سفلى يك غار تاريخى به نام گولى بَى كُهُل اى است، از نوادگان گُلى بَى به ترتيب ملك بَى، و فرزندان آن زكى ملكى، تاروردى ملكى و حاج خداويردى ملكى ميباشد، اين قريه در زمان لشكر كشى مشروطه خواهان محل اردو و اتراق قوشون مشروطه خواهان نيز بوده است،